# 방은정
방은정(1992년 8월 10일 ~ )은 대한민국의 배우이다.

## 학력
- 세종대학교 영화예술학과 학사

## 출연 작품

### 영화
- 《더 킬러: 죽어도 되는 아이》 (2022년) - 성연 역
- 《내겐 너무 소중한 너》 (2021년) - 나레이터 은숙 역
- 《어른들은 몰라요》 (2021년) - 은정 역
- 《7월7일》 (2020년) - 수인 역
- 《시동》 (2019년) - 김고은 역
- 《박화영》 (2018년) - 은정 역
- 《맥북이면 다 되지요》 (2017년) - 진숙 역
- 《그루잠》 (2016년) - 은수 역
- 《신기루》 (2016년) - 지은 역
- 《레몬썸머》 (2015년)
- 《오디션》 (2015년) - 수빈 역
- 《아무도 돌아오지 않는 밤》 (2015년) - 청미 역
- 《거인》 (2014년) - 성가대원 역

### 드라마
- 《혼례대첩》(KBS2,2023년)- 개동이 역
- 《스물다섯 스물하나》(tvN,2022년)- 이다슬 역
- 《팽》 (웹드라마, 2021년) - 두루미 역
- 《러브 리프레쉬》 (웹드라마, 2021년)
- 《간 떨어지는 동거》 (tvN, 2021년) - 전다영 역
- 《기준이 필요해?!》 (웹드라마, 2019년)
- 《크리스마스에 뭐해》 (웹드라마, 2018년)
- 《오늘도 무사히 시즌 2》 (웹드라마, 2018년)
- 《오늘도 무사히 시즌 1》 (웹드라마, 2017년)
- 《신감독의 슬기로운 사생활》 (웹드라마, 2017년) - 은정 역
- 《팀플의 덫》 (웹드라마, 2016년)

### 뮤지컬
- 《아름다운 선물》

### 연극
- 《안녕, 혜숙》

### 뮤직비디오
- 도도 – 널 미워하고 있어
- 이우 – 헤어져야 하는 이유
- 이우 – Blind Date

### 광고
- GM 스파크
- 피츠
- 캘리포니아 아몬드
- 쉬드엘코스메틱